# 덕흥리 고분
덕흥리 고분(德興里 古墳)은 조선민주주의인민공화국 남포시 강서구역 덕흥리에 위치한 고분이다. 진이라는 인물의 무덤이며, 보존 상태가 양호해 중요한 고고학적 자료로 평가받는다.

## 참고 자료
- 永島暉臣慎 (1986년 10월). 〈高句麗古墳の流れと影響〉. 《日本の古代6 王権をめぐる闘い》. 中央公論社. ISBN 4-12-402539-4. 다음 글자 무시됨: ‘和書’ (도움말);